# Cremastra appendiculata
Cremastra appendiculata  es una especie de orquídea de hábito terrestre originaria del sur de Asia.

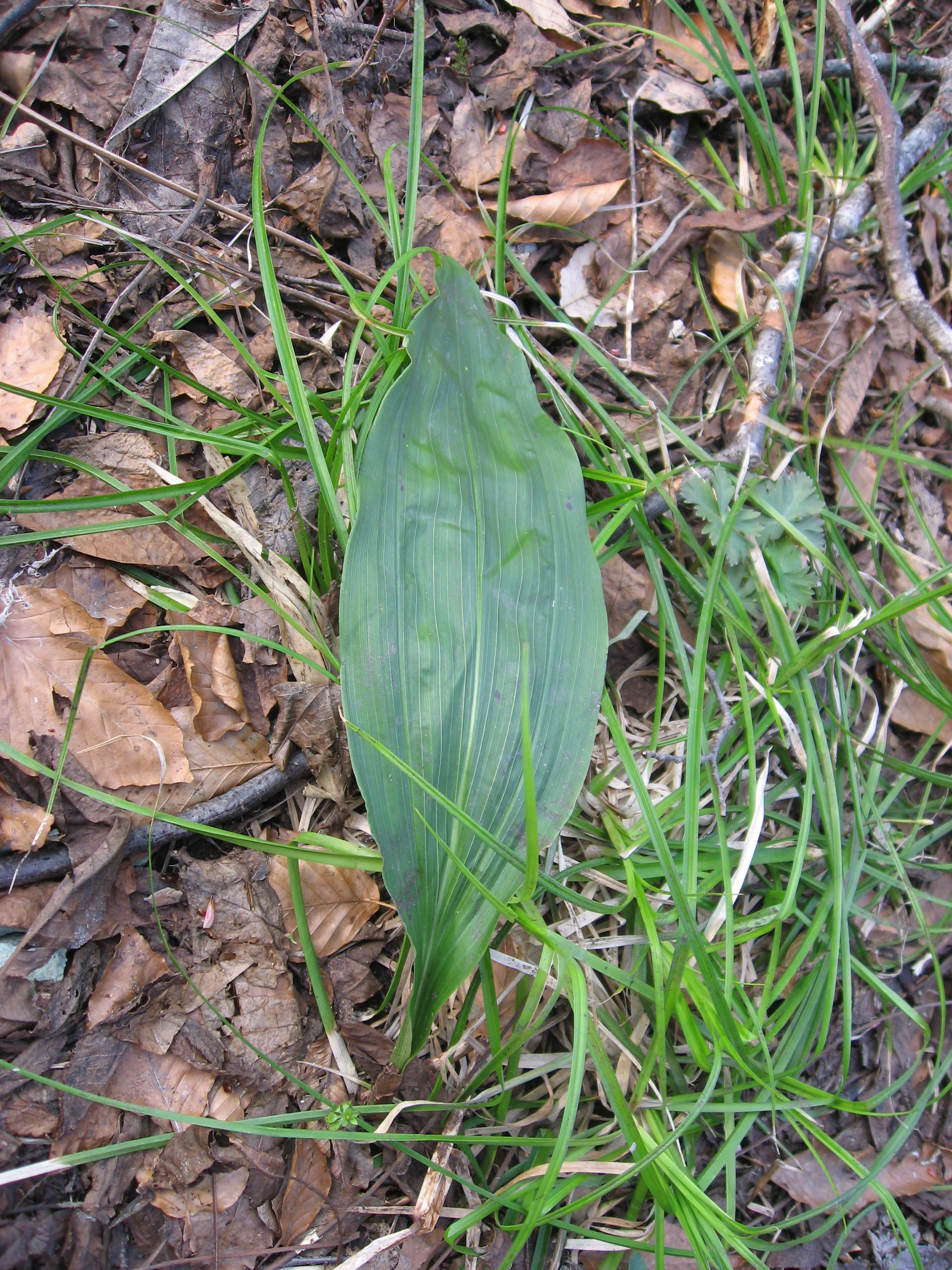
Detalle de la hoja

## Descripción
Es una orquídea de tamaño mediano, que prefiere clima fresco a frío, es de hábito terrestre con una única hoja,  elíptico-lanceolada, de 20-40 cm de largo, ápice agudo, estrechándose gradualmente abajo en el peciolo. Florece en la primavera en una inflorescencia cilíndrica, erecta, racemosa  de 30-50 cm de largo con 3 a 30  flores angostas.

## Distribución y hábitat
Se encuentra en el extremo oriental de Rusia, Japón, Corea, China, Taiwán, Himalaya oriental, Assam, India, Nepal, Bután, Tailandia y Vietnam en los densos bosques de sombra en elevaciones de 1330 a 2300 metros. 

## Taxonomía
Cremastra appendiculata fue descrita por (D.Don) Makino y publicado en Botanical Magazine (Tokyo) 18: 24. 1904.
Sinonimia
- Aplectrum appendiculatum (D. Don) Maek.
- Cremastra wallichiana Lindl.
- Cymbidium appendiculatum D.Don[3][4]
- Cremastra bifolia C.L.Tso 1933;
- Cremastra lanceolata (Kraenzl. ex Diels) Schltr. 1919;
- Cremastra mitrata A.Gray 1859;
- Cremastra triloba Hayata 1912;
- Cremastra variabilis (Blume) Nakai 1930;
- Hyacinthorchis variabilis Blume 1849;
- Pogonia lanceolata Kraenzl. ex Diels 1900[1]